# Poona Bayabao

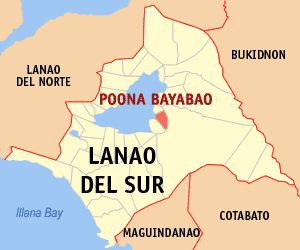
Bản đồ Lanao del Sur với vị trí của Poona Bayabao

Poona Bayabao (formerly Gata) là một đô thị hạng 5 ở tỉnh Lanao del Sur, Philippines. Theo điều tra dân số năm 2000 của Philipin, đô thị này có dân số 17.390 người trong 2.452 hộ.

## Các đơn vị hành chính
Poona Bayabao được chia ra 25 barangay.
| - Ataragadong - Bangon - Bansayan - Bubong-Dimunda - Bugaran - Bualan - Cadayonan - Calilangan Dicala - Calupaan - Dimayon - Dilausan - Dongcoan - Gadongan | - Poblacion (Gata Proper) - Liangan - Lumbac - Lumbaca Ingud - Madanding - Pantao - Punud - Ragayan - Rogan Cairan - Talaguian - Rogan Tandiong Dimayon - Taporog |